# Ernst Killander
Ernst Victor Killander (någon gång stavat Viktor), född 10 mars 1882 i Jönköping, död 24 januari 1958, var svensk militär och idrottsledare. 
Ernst "Kille" Killander avlade mogenhetsexamen vid högre allmänna läroverket i Skara 1904. Vid Göta livgarde i Stockholm blev han 14 december 1906 underlöjtnant, 1911 löjtnant, 1920 kapten och 5 juni 1936 major i armén. Han var 1917–1920 och 1926–1940 adjutant vid överkommendantexpeditionen. Han tog avsked 1947.
Redan som student fångades hans intresse av idrotten och den framväxande scoutrörelsen. Vid sidan av officersyrket hade han ett stort antal förtroendeuppdrag inom idrott och olika folkrörelser. Hans inriktning var friidrott, cykling och friluftsliv, snarare än gymnastik eller bollsport. Hans ambition var att bredda idrotten, hellre än att satsa på eliten. Inför olympiska sommarspelen 1932 i Los Angeles föreslog han att Sverige skulle utebli, eftersom det vore bättre under den ekonomiska krisen att satsa på svenska idrottsplatser.
Han var helnykterist, icke-rökare och vegetarian och hade också ett kristet engagemang med uppdrag i flera sammanslutningar. Han bidrog till införandet av idrottsgudstjänster.
Inom Stockholms idrottsförbund (numera Stockholmsdistriktet av Riksidrottsförbundet) var han sedan 1908 ledamot, 1917–1935 ordförande och därefter hedersordförande. Vid Stockholms idrottspark var han 1908–1909 souschef under Sven Hermelin och 1909–1911 chef, alltså fram tills Stockholms stadion byggdes på dess ställe. Han besökte England tre gånger 1907–1911 och lärde sig där hur idrottsplatser bör vara organiserade. 1909 blev han ordförande i Svenska atletikförbundet. Från 1909 var han medarrangör av skolungdomens vinteridrottstävlingar i Stockholm och från 1912 var han också ledare motsvarande hösttävlingar. Redan 1912 tog han initiativet till det 1916 grundade Skolidrottsförbundet (Skolungdomens gymnastik- och idrottsförbund), vars vice (?) ordförande han var till 1937. I Riksidrottsförbundet var han 1916–1937 ledamot av överstyrelsen. Han var 1922–1935 ordförande i Idrottsföreningen Kamraterna (IFK) och i Föreningen 1912 års olympiakamrater. Han var ledamot av 1927 års gymnastiksakkunniga (för GCI:s omorganisation).
Ernst Killander tog initiativet till införandet av orientering som civil idrott. 1919 arrangerade han inom Stockholms idrottsförbund en orienteringstävling i Nacka över 12 kilometer med 220 deltagare. 1927 var han med och grundade Skogskarlarnas klubb, en ordensliknande stödförening för orienteringssporten. Från starten 1938 var han ständig styrelseledamot i Svenska Orienteringsförbundet.
Nationalföreningen för trafiksäkerhetens främjande (NTF) grundades 1934 och Ernst Killander var dess verkställande direktör 1934–1936.
I de olika centralkommittéerna för insamling i anledning av Konung Gustaf V:s 70-, 80- och 90-årsjubileum (1928 års jubileumsinsamling, 1938 års nationalinsamling, 1948) var han sekreterare och skattmästare och verkställande ledamot i kommittéerna för hyllningsåtgärderna. I Barnens dags-föreningen Stockholm var han styrelseledamot sedan den grundades 1909 och vice ordförande från 1935. Han var ledamot av Stockholms kyrkliga ungdomsråd 1935–1943. I Föreningen Blomstergåvan var han ordförande från 1939. Han tog 1941 initiativet till Mors blomma och var verkställande ledamot i dess rikskommitté till 1945. Han var 1956 initiativtagare till Jerringfonden. Han var ledamot av styrelsen för Eugeniahemmet.
I Svenska Vegetariska Föreningen (grundad 1903 av Johan Lindström Saxon) var han ordförande från 1939. I Sveriges allmänna djurskyddsförening var han ordförande 1953–1955.
Han var ordförande i samfundet Unison sång 1950, i Lovö hembygdsförening 1951 och i Gamla stans i Stockholm hembygdsförening 1955.
Han tilldelades flera utmärkelser: Minnestecknet med anledning av Konung Gustaf V:s 70-årsdag (GV:s Jmt), Kommendör av 2:a klassen av Kungliga Vasaorden  (KVO2kl), Riddare av Kungliga Svärdsorden (RSO), Riddare av Kungliga Nordstjärneorden (RNO), Kommendör av Belgiska Leopold II:s orden (KB-LeopII:sO), Kommendör av Finlands Vita Ros' orden (KFinlVRO), Officer av Lettiska Tre stjärnors orden (OffLettTSO), Riddare av Belgiska Kronorden (RBKrO), Riddare av Danska Dannebrogsorden (RDDO), Riddare av Franska hederslegionen (RFrHL), Riddare av Italienska kronorden (RItKrO), Riddare av 2:a klassen av Norska Sankt Olavs orden (RNS:tOO2kl), Riddare vk av Spanska Militärförtjänstorden (RSpMfOvk), Konung Gustaf V:s postjubileumsmedalj (GV:sPostJubM), Konung Gustaf V:s olympiska minnesmedalj (GV:sOIM), H. M. Konungens guldmedalj, guldmedaljer i orientering, skytte, idrott, skidlöpning och militär idrott.
Ernst Killander var son till kapten Viktor Killander och Eva Kugelberg samt brorson till Knut Killander. Han gifte sig 16 oktober 1909 med Gulla Berg (skild 1913) och 12 augusti 1916 med Lily Svedberg. Killander gravsattes på Lovö kyrkogård.

## Fotnoter
1. ↑  Enligt SBL var Killander vice ordförande, medan rektor C. Svedelius var ordförande. Andra källor nämner Killander som ordförande.
2. ↑  ”Arkiverade kopian”. Arkiverad från originalet den 12 juli 2006. https://web.archive.org/web/20060712055038/http://www.skogskarlar.se/ssk_historik.html. Läst 10 december 2007. m.fl. regionala hemsidor för Skogskarlarnas klubb anger 1930